# (5411) Liia
(5411) Liia (1973 AT3) – planetoida z pasa głównego asteroid okrążająca Słońce w ciągu 5,4 lat w średniej odległości 3,07 j.a. Odkryta 2 stycznia 1973 roku.